# Yurlungur
Dans la mythologie des Aborigènes d'Australie et plus spécifiquement des Murngin, le Yurlungur (parfois orthographié Yurlunggur) est un serpent de cuivre qui fut tiré d'un profond sommeil par l'odeur des menstruations d'une femme. 
La femme et ses sœurs, les Wawalag, furent dévorées par le Yurlungur, auquel il fut demandé plus tard lors d'un concile de serpents de les régurgiter. Dans les cérémonies aborigènes australiennes, le fait de vomir symbolise le passage des garçons à l'âge adulte.

## Paléontologie
Le serpent mythique a inspiré les taxonomistes qui donnèrent en 1992 à un fossile le nom de Yurlunggur Scanlon (Yurlunggur camfieldensis) à un ophidien   ayant vécu du Miocène- fin de l'Oligocène au Pléistocène de la famille des Madtsoiidae (une espèce de python),. Le site de référence est Bullock Creek dans les Territoires du Nord australiens.

## Littérature
Jean-Marc Ligny dans Yurlunggur (1987), mêle science-fiction et culture ancestrale aborigène.  Dans le quartier de la Défense (Paris), Fox et Flamme dealent de la cocaïne fournie par Joao. Flamme rêve d'Australie, Fox de trouver beaucoup d'argent. Le trafic tourne mal et la réalité se détraque : les « Tueurs de la Nouvelle Lune » sont sous l'ombre de Yurlunggur, le Serpent du Rêve. Est-ce un cauchemar engendré par la drogue, une épreuve initiatique ?

## Dans la culture populaire contemporaine
Yurlungur est évoqué dès l'introduction du film 10 canoës, 150 lances et 3 épouses.
Yurlungur est un personnage non jouable du Solatorobo: Red The Hunter. Un personnage de combat de la série Shin Megami Tensei: Persona 3 porte également ce nom.